# Царица (песня)
«Царица» — песня российской певицы Анны Асти, выпущенная 14 июля 2023 года в качестве сингла с одноимённого второго студийного альбома. Автором песни стал Дмитрий Лорен.
Песня имела большой успех у слушателей, несколько месяцев подряд оставаясь в лидерах на различных стриминговых платформах, а также попала в первую десятку в официальных чартах Латвии, Литвы и России.
Она была удостоена статуэтки «Золотого граммофона» и номинации «Песня года» на премии «Виктория».

## Музыкальное видео
Асти представила клип на песню 22 июля 2023 года. Режиссёром ролика стала Маша Жемчужина. В клипе также имеется реклама «Альфа-Банка», а именно в сцене, где Асти подкладывает карточку к терминалу (в телевизионной версии эта сцена была вырезана).

## Отзывы критиков
Алексей Мажаев из InterMedia оценил песню на восемь баллов из десяти и отметил, что в ней почти нет типичных для песен Анны разочарований в любви и советов, как пережить измену и расставание. Также он написал: «Уроки усвоены, опыт (где-то за кадром; видимо, в предыдущих песнях) получен, и теперь условия будет диктовать женщина. До конца песни будет властвовать царица, которая может отвесить красивому мальчику комплимент и дать ему надежды, но потом уйдёт по-английски. Дмитрий Лорен не стесняется применять сложные рифмы вроде „аутентично — симпатичный“, а Анна Асти легко переходит от вокальных атак („теперь он пьяный по твоей вине, царица“) к вкрадчивым речитативам („мальчик, дыши, ты не так уж и плох“). Кроме того, в песне предусмотрены точные места, когда поклонники должны танцевать, а когда подпевать». Илья Воронин из журнала «Звук» заявил, что по большей части песня скорее грустная, чем духоподъемная, даже несмотря на помпезные аранжировки.

## Чарты

### Еженедельные чарты
| Чарт (2023—2025)               | Высшая позиция |
| ------------------------------ | -------------- |
| Латвия (EHR Русские хиты)      | 1              |
| Латвия (LaIPA)                 | 6              |
| Литва (AGATA)                  | 3              |
| Россия (TopHit AllMedia Hits)  | 1              |
| Россия (TopHit Internet Hits)  | 13             |
| Россия (TopHit Radio Hits)     | 10             |
| Россия (TopHit YouTube Hits)   | 1              |
| Украина (TopHit AllMedia Hits) | 12             |
| Украина (TopHit Spotify Hits)  | 36             |
| Украина (TopHit YouTube Hits)  | 6              |

### Ежемесячные чарты
| Чарт (2023—2024)               | Высшая позиция |
| ------------------------------ | -------------- |
| Россия (TopHit AllMedia Hits)  | 1              |
| Россия (TopHit Radio Hits)     | 12             |
| Россия (TopHit YouTube Hits)   | 1              |
| Украина (TopHit AllMedia Hits) | 14             |
| Украина (TopHit Spotify Hits)  | 49             |
| Украина (TopHit YouTube Hits)  | 6              |

### Годовые чарты
| Чарт (2023)                    | Позиция |
| ------------------------------ | ------- |
| Россия (TopHit AllMedia Hits)  | 5       |
| Россия (TopHit Radio Hits)     | 44      |
| Россия (TopHit YouTube Hits)   | 3       |
| Украина (TopHit AllMedia Hits) | 75      |
| Украина (TopHit YouTube Hits)  | 26      |